# Іноцибе волокнистий
Іноци́бе волокни́стий (Inocybe fastigiata (Schaeff. ex Fr.) Quél. = Inocybe rimosa) — гриб з родини іноцибові (Inocybaceae). Місцева назва — плютка конусоподібна.

## Опис
Шапка 2—7(9) см у діаметрі, щільном'ясиста, тупоконусоподібна, конусоподібно- або плоскорозпростерта, з горбом, жовта, або солом'яно-жовта, або рудувато-вохряна, радіально-волокниста, згодом рубчаста, тріщинувата. Кортина відсутня. Пластинки вузькі, жовтуваті, пізніше оливкуватокоричнюваті. Спори брудно-жовтуваті, видовжено-овальні, 9,2(10)—14(16) X 5-7,5(8,7) мкм, гладенькі. Ніжка 3-7(10) X 0,4-1(1,5) см, циліндрична, щільна, білувата, вгорі штрихувата, з віком майже гола. М'якуш білуватий, при розрізуванні не змінюється. З неприємним запахом.

## Поширення та місця існування
В Україні поширений гриб у Прикарпатті, на Поліссі та в Лісостепу. Росте у листяних та хвойних лісах, часто; у червні-жовтні.

## Значення
Отруйний гриб. Його часом помилково приймають за опенька справжнього.